# Moreomabele
Moreomabele – wieś w Botswanie w dystrykcie Central. Według spisu ludności z 2011 roku wieś liczyła 602 mieszkańców.